# اردوگاه مرگ بلزک
اردوگاه مرگ بلزک (به آلمانی: Vernichtungslager Belzec) اولین اردوگاه از اردوگاه‌های کار اجباری آلمان نازی بود که در سال ۱۹۳۳ و در فاصلهٔ ۱ کیلومتری با روستای بلزک در لهستان ساخته شد. این اردوگاه از ۱۷ مارس ۱۹۴۲ تا پایان ژوئن ۱۹۴۳ فعالیت کرد.
این اردوگاه توسط اس‌اس برای اجرای عملیات راینهارت، طرحی برای قتل تمامی یهودیان لهستانی که بخش عمده‌ای از «راه‌حل نهایی» بود، ساخته شد. بین ۴۰۰ تا ۶۰۰ هزار نفر از یهودیان، لهستانی‌ها و کولیها در این اردوگاه به قتل رسیدند. این اردوگاه سومین اردوگاه مرگبار بود که تنها توسط تربلینکا و آشویتس پیشی گرفته شد.
تنها هفت یهودی که با زوندرکماندو اردوگاه کار اجباری انجام می‌دادند، از جنگ جهانی دوم جان سالم به در بردند. کمبود گواه هایی قابل اعتماد که بتوانند درباره عملیات اردوگاه گواهی دهند، دلیل اصلی ناشناخته بودن بلزک است، با وجود تعداد قربانیان.
مورخ اسرائیلی دیوید سیلبرکلانگ می‌نویسد که بلزک «شاید مکانی بود که بیشترین نمایندگی از تمامیت و نهایی بودن برنامه‌های نازی‌ها برای یهودیان را داشت».

## پیش‌زمینه
در جمهوری دوم لهستان، روستای بلژک بین دو شهر بزرگ در بخش جنوب شرقی کشور قرار داشت که شامل لوبلین در شمال غربی بلزک و لووف در جنوب شرقی (اکنون لویو، اوکراین) با بزرگترین جمعیت یهودی در منطقه بود. بلزک در منطقه اشغال آلمان مطابق با پیمان آلمان-شوروی علیه لهستان قرار داشت. در ابتدا، کار اجباری یهودیان در آوریل ۱۹۴۰ برای ساخت تأسیسهای دفاعی نظامی برنامه استراتژیک آلمان با نام رمز «عملیات اتو» علیه پیشروی شوروی به فراتر از مرز مشترکشان پس از تهاجم شوروی در سال ۱۹۳۹ به این منطقه آورده شد.

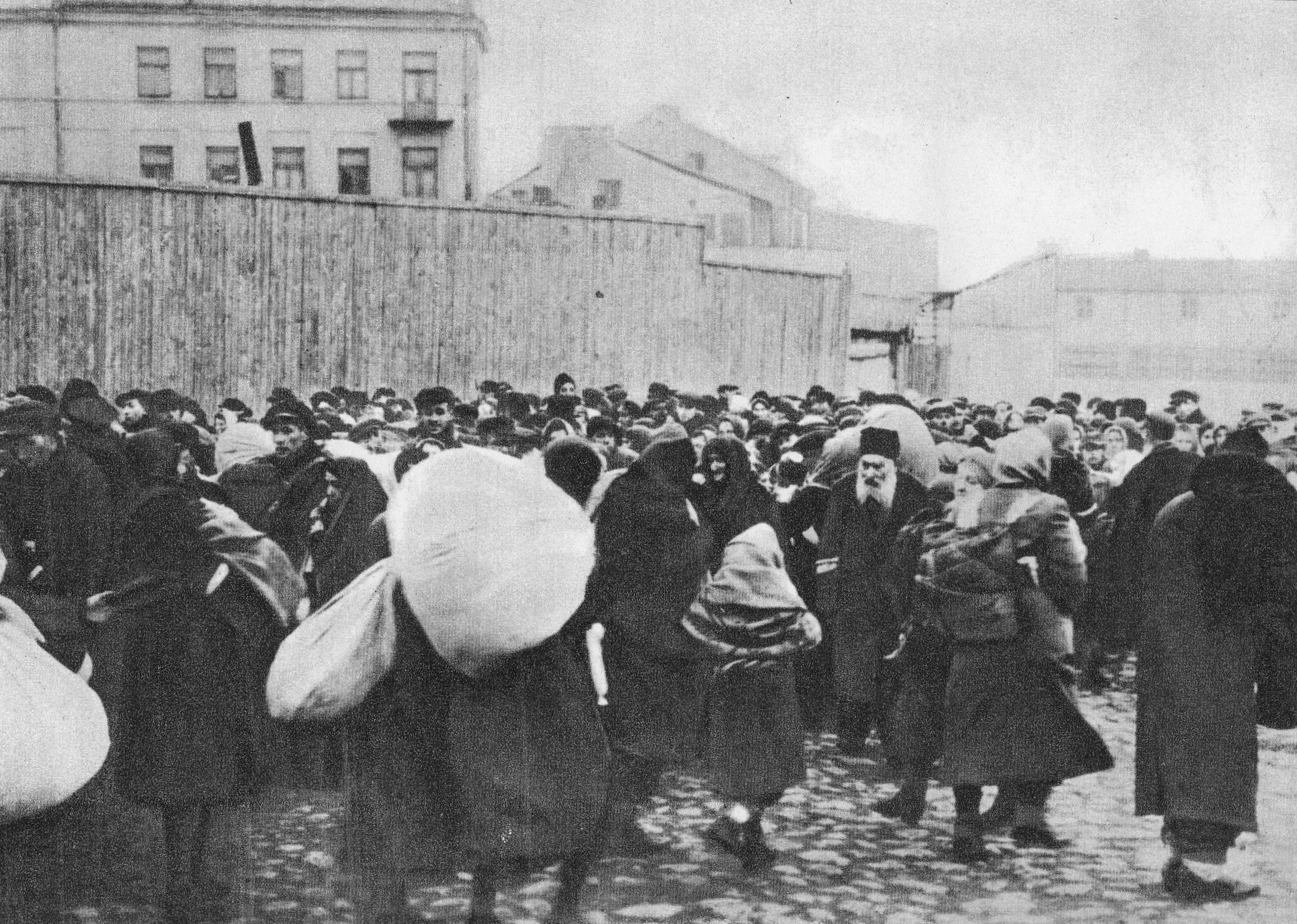
تبعید یهودیان به بلزک از زاموشچ، آوریل ۱۹۴۲

در قلمرو به اصطلاح «رزرو نیکسو»، شهر لوبلین به مرکز انتقال اولیه نازی‌ها برای حدود ۹۵,۰۰۰ یهودی آلمانی، اتریشی و لهستانی که از غرب و منطقه دولت عمومی اخراج شده بودند، تبدیل شد. زندانیان توسط اس‌اس به کار در ساخت خندق‌های ضد تانک (بورگگرابن) در امتداد مرز موقت نازی-شوروی وادار شدند.
در ۱۳ اکتبر ۱۹۴۱، هاینریش هیملر به رهبر اس‌اس و پلیس لوبلین اودیلو گلوبوکنیک دستور داد تا آلمانی‌سازی منطقه اطراف زاموشچ را آغاز کند، که شامل حذف یهودیان از مناطق آینده سکونت بود.

### ساخت اردوگاه
تصمیم برای شروع کار بر روی اولین اتاق‌های گاز ثابت در دولت عمومی سه ماه قبل از کنفرانس وانزه گرفته شد. اولین گام‌ها بین اواسط سپتامبر و اواسط اکتبر ۱۹۴۱ برداشته شد، و ساخت و ساز حدود ۱ نوامبر آغاز شد.
سایت نزدیک بلژک به دلایل مختلف انتخاب شد: این سایت در مرز بین منطقه لوبلین و منطقه آلمانی گالیسیا که پس از عملیات بارباروسا تشکیل شده بود، قرار داشت. این سایت می‌توانست یهودیان هر دو منطقه را «پردازش» کند. سهولت حمل و نقل توسط تقاطع راه‌آهن در نزدیکی راوا-روسکا و بزرگراه بین لوبلین-اشتات و لمبرگ تأمین شد. مرز شمالی مرکز کشتار برنامه‌ریزی شده شامل یک خندق ضد تانک بود که یک سال قبل ساخته شده بود. این خندق که در ابتدا برای مقاصد نظامی حفاری شده بود، احتمالاً به عنوان اولین گور دسته‌جمعی خدمت می‌کرد.
اودیلو گلوبوکنیک اوبراشتورمفورر ریشارد تومالا را که به حرفه مهندسی عمران مشغول بود و کارشناس ساخت اردوگاه در اس‌اس بود، به کار گرفت. کار در اوایل نوامبر ۱۹۴۱ با استفاده از سازندگان محلی تحت نظارت یک گروه از نگهبانان تراونیکی آغاز شد. این اردوگاه شامل باراک‌های عایق‌بندی شده برای دوش گرفتن و چندین سازه دیگر بود. اس‌اس کار را در فوریه ۱۹۴۲ با نصب موتور تانک و سیستم‌های لوله‌کشی اگزوز برای گازگیری به پایان رساند. کشتارهای آزمایشی در اوایل مارس انجام شد.
«راه‌حل نهایی» در کنفرانس وانزه در اواخر ژانویه ۱۹۴۲ توسط پیشروان گازگیری (که از وجود بلزک بی‌خبر بودند)، از جمله ویلهلم دولفید، لودویگ لوساکر، هلموت تانزمان و فرماندار اوتو واختر فرموله شد. دولفید با اس‌اس-اوبرفورر ویکتور براک در برلین برای استفاده از پرسنل عملیات تی۴ در این فرآیند مذاکره کرد. تنها دو ماه بعد، در ۱۷ مارس ۱۹۴۲، عملیات گازگیری روزانه در اردوگاه کشتار بلزک با رهبری تی۴ که از آلمان تحت پوشش سازمان تودت (OT) آورده شده بود، آغاز شد.

### تجربه در برنامه اتانازی آکسیون تی۴
سه فرمانده اردوگاه از جمله کریستیان ویرت و گوتلیب هرینگ، از سال ۱۹۴۰ در برنامه اتانازی اجباری شرکت داشتند، همانند تقریباً تمام کارکنان آلمانی آنها پس از آن. ویرت موقعیت رهبری به عنوان ناظر شش بیمارستان کشتار در رایش را داشت؛ هرینگ رئیس غیرپزشکی تأسیسهای گازگیری زوننشتاین در زاکسن و همچنین در مرکز کشتار هادامار بود. کریستیان ویرت از ابتدا به عنوان شرکت‌کننده در اولین گازگیری تی۴ از افراد معلول در مرکز اتانازی براندنبورگ یک کارشناس کشتار بود. بنابراین، او انتخاب واضحی برای اولین فرمانده اولین اردوگاه کشتار ثابت عملیات راینهارد در دولت عمومی بود. پیشنهاد او استفاده از گاز اگزوز منتشر شده توسط موتور احتراق داخلی یک خودرو به عنوان عامل کشتار به جای کربن مونوکسید بطری شده بود، زیرا در مورد روش تی۴ نیازی به تحویل از خارج اردوگاه نبود. با این حال، ویرت تصمیم گرفت که فناوری مشابه ون‌های گاز متحرک که در اردوگاه کشتار چلمنو قبل از دسامبر ۱۹۴۱ (و توسط آینزاتس‌گروپن در شرق) استفاده شده بود، برای تعداد پیش‌بینی شده قربانیان از قطارهای هولوکاست که به رمپ جدید راه‌آهن می‌رسیدند، ناکافی بود. ویرت روش خود را بر اساس تجربه‌ای که در اتاق‌های گاز ثابت عملیت تی۴ کسب کرده بود، توسعه داد.
حتی با وجود اینکه سیکلون ب بعداً به طور گسترده در دسترس قرار گرفت، ویرت تصمیم گرفت از آن استفاده نکند. زیکلون ب توسط یک شرکت خصوصی برای هر دو اردوگاه بیرکناو و مایدانک در نزدیکی تولید می‌شد، اما زیرساخت‌های آنها متفاوت بود. بلزک یک اردوگاه عملیات راینهارد بود که برای دور زدن مشکلهای تأمین طراحی شده بود و به جای آن، به یک سیستم کشتار مبتنی بر عوامل کشتار عادی و به راحتی در دسترس تکیه داشت. به دلایل اقتصادی و عملی، ویرت تقریباً از همان گاز کربن مونوکسید استفاده شده در تی۴ استفاده کرد که با گشتاور یک موتور بزرگ تولید می‌شد.
برای حمل و نقل‌های بسیار کوچک یهودیان و کولی‌ها در فاصله کوتاه، نسخه کوچکی از فناوری ون گاز نیز در بلژک استفاده شد. شرکت‌کننده تی۴ و اولین اپراتور اتاق‌های گاز، اس‌اس-هاوپت‌شرفورر لورنتس هکن‌هولت، یک وسیله نقلیه پست اوپل بلیتز را با کمک یک صنعتگر محلی به یک ون گاز کوچک تبدیل کرد. فرآیند کشتار، با استفاده از کربن مونوکسید کشنده، اغلب به سرعت کامل نمی‌شد و باعث رنج وحشتناک قربانیان می‌شد که در حال خفگی بودند. نگهبانان به شوخی به محل کشتار به عنوان بنیاد هکن‌هولت اشاره می‌کردند.

### پنهان‌سازی هدف اردوگاه
منطقه «پردازش» بلزک شامل دو بخش بود که با یک حصار بلند سیم خاردار پوشیده شده با شاخه‌های بریده شده درختان کاج احاطه شده بود: اردوگاه ۱ که شامل منطقه تخلیه قربانیان با دو باراک برهنگی در بالاتر بود؛ و همچنین اردوگاه ۲ که شامل اتاق‌های گاز و گورهای دسته‌جمعی حفر شده توسط بیل مکانیکی بود. این دو منطقه کاملاً از یکدیگر جدا شده و تنها با یک راهرو باریک به نام der Schlauch یا «لوله» به هم متصل بودند.
همه یهودیان وارد شده از قطارها در یک سکوی منطقه پذیرش پیاده می‌شدند. آنها توسط اس‌اس-شارفورر فریتز جیرمان (ایرمان) که با یک بلندگو در تریبون ایستاده بود، ملاقات می‌شدند و توسط مردان زوندرکماندو به آنها گفته می‌شد که به یک اردوگاه ترانزیت رسیده‌اند. برای آماده شدن برای دوش جمعی، زنان و کودکان از مردان جدا می‌شدند. تازه‌واردان برهنه مجبور بودند در طول یک مسیر محصور به اتاق‌های گاز بدوند و به آنها زمانی برای درک اینکه کجا هستند داده نمی‌شد. این فرآیند به سرعت ممکن انجام می‌شد در حالی که آلمانی‌ها به طور مداوم فریاد می‌زدند. گاهی اوقات، تعداد کمی از یهودیان در رمپ انتخاب می‌شدند تا تمام کارهای دستی مربوط به کشتار را انجام دهند.
اتاق‌های گاز چوبی که با دیوارهای دوتایی ساخته شده بودند و با خاک بین آنها عایق‌بندی شده بودند، به عنوان باراک‌های دوش‌گیری مبدل شده بودند تا قربانیان هدف واقعی تأسیسات را درک نکنند. خود گازگیری که حدود ۳۰ دقیقه طول می‌کشید، توسط هکن‌هولت با نگهبانان اوکراینی و یک دستیار یهودی انجام می‌شد. برداشتن اجساد از اتاق‌های گاز، دفن آنها، مرتب‌سازی و تعمیر لباس‌های قربانیان برای ارسال توسط کارگران زوندرکماندو انجام می‌شد.
کارگاه‌ها برای زندانیان یهودی و باراک‌ها برای نگهبانان اوکراینی از منطقه «پردازش» پشت یک خاکریز خط قدیمی اتو با سیم خاردار در بالای آن جدا شده بودند. بیشتر یهودیان از واحد جسد (Totenjuden) به طور دوره‌ای کشته می‌شدند و با تازه‌واردان جایگزین می‌شدند تا نتوانند شورش کنند یا زنده بمانند تا درباره هدف اردوگاه بگویند. اس‌اس آلمانی و اداره در دو کلبه خارج از اردوگاه مستقر بودند.

## عملیات اردوگاه
تاریخچه بلزک را می‌توان به دو (یا سه) دوره عملیاتی تقسیم کرد. مرحله اول، از ۱۷ مارس تا پایان ژوئن ۱۹۴۲، با وجود اتاق‌های گاز کوچکتر در سربازخانه‌هایی که از تخته ساخته شده و با شن و لاستیک عایق شده بودند، مشخص می‌شود. بلزک اولین مرکز کشتار عملیات راینهارد بود. تلاش‌های اولیه برای کشتار جمعی با مشکلهای فنی زیادی مواجه بود. نصب گاز ناقص بود و معمولاً فقط یک یا دو اتاق کار می‌کردند که باعث ایجاد ترافیک می‌شد. در سه ماه اول، ۸۰,۰۰۰ نفر کشته و در گودال‌هایی که با لایه نازکی از خاک پوشیده شده بودند، دفن شدند. قربانیان یهودیانی بودند که از گتوی لوبلین و اطراف آن تبعید شده بودند. سه اتاق گاز اولیه برای تکمیل هدف خود ناکافی بودند.
مرحله دوم کشتار در ژوئیه ۱۹۴۲ آغاز شد، زمانی که اتاق‌های گاز جدیدی از آجر و ملات بر روی پایه‌ای سبک ساخته شد، که به این ترتیب امکان «پردازش» یهودیان دو تجمع بزرگ نزدیک از جمله گتوهای کراکوف و لووف را فراهم کرد. اتاق‌های گاز چوبی برچیده شدند. ساختمان جدید ۲۴ متر طول و ۱۰ متر عرض داشت و دارای شش اتاق گاز بود که با دیوارهای سیمانی عایق شده بودند. این ساختمان می‌توانست بیش از ۱۰۰۰ قربانی را در یک زمان مدیریت کند. طراحی آن به زودی توسط دو اردوگاه کشتار دیگر عملیات راینهارد: سوبیبور و تربلینکا تقلید شد.
تا دسامبر ۱۹۴۲، حداقل ۳۵۰,۰۰۰ تا ۴۰۰,۰۰۰ یهودی در اتاق‌های گاز جدید کشته شدند. یک گروهبان ورماخت در ایستگاه قطار ژشوف، ویلهلم کورنیدس، در دفترچه خاطرات خود مکالمه‌ای با یک پلیس آلمانی در ۳۰ اوت ۱۹۴۲ ثبت کرده است. اوردنونگس‌پولیتسای به او گفت:
«قطارهای پر از یهودیان تقریباً روزانه از حیاط‌های راه‌آهن عبور می‌کنند و بلافاصله به سمت اردوگاه می‌روند. آنها اغلب همان شب تمیز شده بازمی‌گردند.»
آخرین حمل و نقل یهودیان در ۱۱ دسامبر ۱۹۴۲ به بلزک رسید. بقایای دفن شده اغلب در گرما به دلیل پوسیدگی و فرار گازها متورم می‌شدند. لایه سطحی خاک شکاف می‌خورد. در اکتبر ۱۹۴۲، نبش قبر و سوزاندن تمام اجساد به منظور پوشاندن جرم به دستور مستقیم اودیلو گلوبوکنیک، معاون هاینریش هیملر در برلین، دستور داده شد. اجساد بر روی توده‌هایی از ریل‌های راه‌آهن قرار داده شده، با بنزین پاشیده و بر روی چوب سوزانده شدند. استخوان‌ها جمع‌آوری و خرد شدند.
آخرین دوره عملیات اردوگاه تا ژوئن ۱۹۴۳ ادامه داشت که منطقه شخم زده شد و به عنوان یک مزرعه پنهان شد.

## اتاق‌های گاز

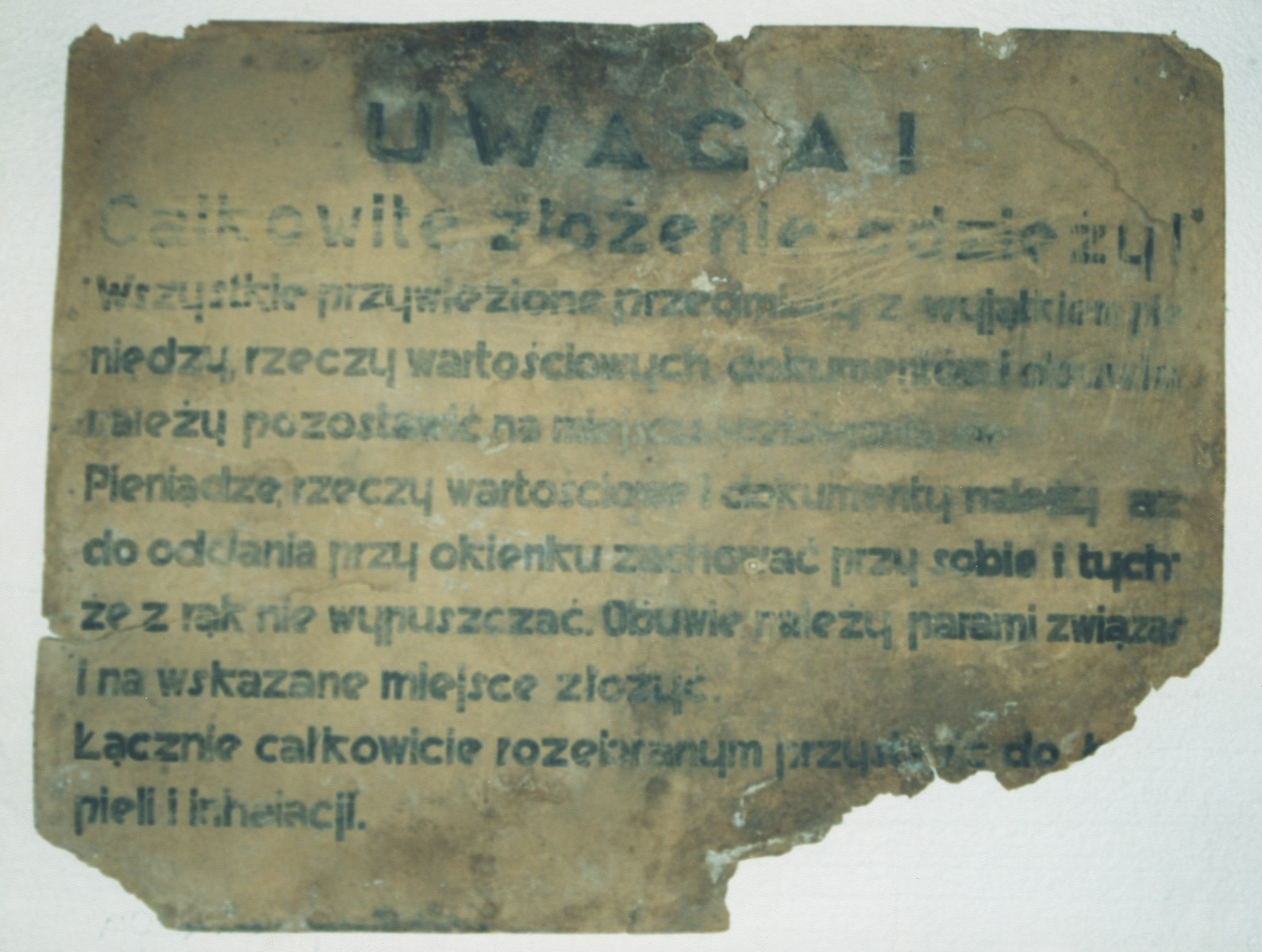
تابلو به زبان لهستانی: «توجه! تمام وسایل باید در پیشخوان تحویل داده شوند به جز پول، اسناد و سایر اشیاء با ارزش که باید همراه خود نگه دارید. کفش‌ها باید جفت شده و بند زده شوند و در محل مشخص شده برای کفش‌ها قرار داده شوند. پس از آن، باید کاملاً برهنه به سمت دوش‌ها بروید.»

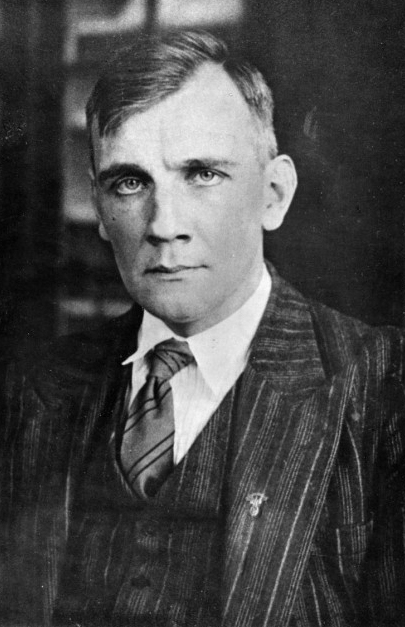
کورت گرشتاین

توصیف دقیقی از نحوه مدیریت اتاق‌های گاز در بلزک در سال ۱۹۴۵ توسط کورت گرشتاین، رئیس خدمات ضدعفونی فنی که در دوران هولوکاست سیکلون ب را از شرکت دگش به آشویتس تحویل می‌داد، ارائه شد. در گزارش پس از جنگ خود که در هتل روتوایل در حالی که در بازداشت فرانسوی‌ها بود نوشته شده بود، گرشتاین بازدید خود از بلزک در ۱۸ یا ۱۹ اوت ۱۹۴۲ را توصیف کرد. او گواه تخلیه ۴۵ واگن گاو که با ۶۷۰۰ یهودی که از گتوی لووف کمتر از صد کیلومتر دورتر تبعید شده بودند، پر شده بود، بود، که از این تعداد ۱۴۵۰ نفر در اثر خفگی و تشنگی در هنگام رسیدن مرده بودند. تازه‌واردان باقی‌مانده به صورت دسته‌جمعی و برهنه به اتاق‌های گاز هدایت شدند؛ با شلاق زده می‌شدند تا بیشتر به هم فشرده شوند.
«هکن‌هولت تلاش زیادی می‌کرد تا موتور را روشن کند. اما روشن نمی‌شد. کاپیتان ویرت می‌آید. می‌توانم ببینم که او ترسیده است چون من شاهد یک فاجعه هستم. بله، من همه چیز را می‌بینم و منتظر می‌مانم. کرونومتر من همه چیز را نشان داد، ۵۰ دقیقه، ۷۰ دقیقه، و دیزل روشن نشد. مردم داخل اتاق‌های گاز منتظرند. بیهوده. صدای گریه آنها را می‌توان شنید «مثل در کنیسه»، پروفسور فاننشتیل می‌گوید، چشمانش به پنجره‌ای در درب چوبی خیره شده است. کاپیتان ویرت خشمگین، دوازده، سیزده بار به صورت اوکراینی که به هکن‌هولت کمک می‌کند، شلاق می‌زند. پس از ۲ ساعت و ۴۹ دقیقه - کرونومتر همه را ثبت کرد - دیزل روشن شد. تا آن لحظه، مردم [محبوس] در آن چهار اتاق شلوغ هنوز زنده بودند، چهار بار ۷۵۰ نفر در چهار بار ۴۵ متر مکعب. ۲۵ دقیقه دیگر گذشت. بسیاری قبلاً مرده بودند، این را می‌شد از پنجره کوچک دید زیرا یک لامپ الکتریکی داخل اتاق را برای چند لحظه روشن می‌کرد. پس از ۲۸ دقیقه، تنها چند نفر هنوز زنده بودند. سرانجام، پس از ۳۲ دقیقه، همه مرده بودند... دندانپزشکان دندان‌های طلا، پل‌ها و روکش‌ها را بیرون می‌آوردند. در میان آنها کاپیتان ویرت ایستاده بود. او در عنصر خود بود و با نشان دادن یک قوطی بزرگ پر از دندان به من گفت: «"خودت وزن این طلا را ببین! این فقط از دیروز و پریروز است. نمی‌توانی تصور کنی که ما هر روز چه چیزهایی پیدا می‌کنیم - دلار، الماس، طلا. خودت خواهی دید!»»— کورت گرشتاین، گزارش گرشتاین

## بسته شدن و برچیده شدن
در مرحله آخر عملیات اردوگاه، تمام گورهای دسته‌جمعی قبلی توسط یک حفار مکانیکی از زمین بیرون آورده شدند. این نتیجه دستورهای مستقیم از رهبری نازی (احتمالاً از هیملر) بود، کمی پس از آنکه کشتار دسته‌جمعی کاتین توسط شوروی که شامل ۲۲،۰۰۰ سرباز لهستانی بود، در روسیه کشف شد. در کاتین، نبش قبرهای انجام شده توسط آلمان‌ها که توسط کمیسیون بین‌المللی کاتین انجام شد، با بررسی اجساد حفظ شده، جزئیات قتل عام را آشکار کرد. آلمان‌ها تلاش کردند از نتایج کمیسیون برای ایجاد شکاف بین متفقین استفاده کنند. تمام اجساد دفن شده در بلزک به طور مخفیانه نبش قبر شدند و سپس به تدریج بر روی تل‌های آتش طولانی در فضای باز سوزانده شدند، که بخشی از طرح سراسری معروف به دستور ویژه ۱۰۰۵ بود. تکه‌های استخوان خرد و با خاکستر مخلوط شدند تا شواهد قتل عام پنهان شود. محل اردوگاه با کاج‌های کوچک و گل‌های وحشی کاشته شد و تمام ساختارهای اردوگاه برچیده شدند.
آخرین قطار با ۳۰۰ زندانی یهودی زوندرکماندو که عملیات پاکسازی را انجام داده بودند، در اواخر ژوئن ۱۹۴۳ برای گازرسانی به اردوگاه مرگ سوبیبور اعزام شد. به آنها گفته شد که به آلمان منتقل می‌شوند. هر تجهیزاتی که می‌توانست دوباره استفاده شود، توسط پرسنل آلمانی و اوکراینی به اردوگاه کار اجباری مایدانک برده شد. خانه ویرت و ساختمان اس‌اس مجاور، که قبل از جنگ متعلق به راه‌آهن لهستان بود، تخریب نشدند. پس از آنکه مردم محلی شروع به حفاری برای یافتن اشیاء با ارزش در بلزک کردند، آلمان‌ها یک نگهبان دائمی مستقر کردند تا قتل عام آنها فاش نشود. پرسنل اس‌اس با گروه‌های کاری، اردوگاه را به یک مزرعه جعلی تبدیل کردند و یک نگهبان اوکراینی اس‌اس مأمور شد تا به طور دائم با خانواده‌اش در آنجا ساکن شود. این مدل برای نگهبانی و پنهان کردن محل‌های قتل در اردوگاه‌های مرگ تربلینکا و سوبیبور نیز به کار گرفته شد.

## تعداد قربانیان اردوگاه بلزک
در ژانویه ۱۹۴۳، افسر هرمان هوفله تلگرامی به برلین فرستاد (که توسط اطلاعات بریتانیا رهگیری شد) و در آن گزارش داد که ۴۳۴،۵۰۸ نفر در اردوگاه بلزک در سال ۱۹۴۲ کشته شدند. تقریباً تمام قربانیان یهودی بودند، به جز تعداد کمی از کولی‌ها.

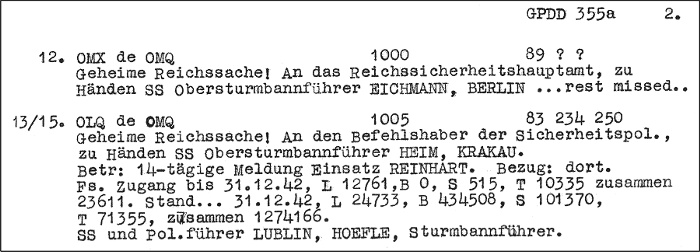
تلگرم هوفله

قبل از کشف این گزارش در سال ۲۰۰۱، تخمین تعداد قربانیان در بلزک به دلیل کمبود اطلاعات درباره اردوگاه بسیار چالش‌برانگیز بود. این کمبود اطلاعات عمدتاً به این دلیل بود که تقریباً هیچ کس از این اردوگاه جان سالم به در نبرد، در نتیجه گواه های بسیار کمی باقی ماندند که بتوانند درباره آنچه در آنجا اتفاق افتاده بود گواهی دهند. تخمین‌های قبلی بین نیم میلیون تا یک میلیون یهودی متغیر بود و بر اساس موارد زیر بود:
1. کتاب‌های یادبود جوامع
2. گواهی های اندک بازماندگان (که گاهی دقیق نبودند)
3. گزارش‌های آلمانی که کشف شده بودند

حتی پس از کشف گزارش هوفله، هنوز مشخص نیست آیا عدد ۴۳۴،۵۰۸ فقط شامل یهودیانی است که زنده به اردوگاه رسیدند و در آنجا به قتل رسیدند، یا اینکه شامل کسانی هم می‌شود که در راه، به دلیل شرایط سخت در واگن‌های حمل دام که با آنها به بلژک منتقل می‌شدند، جان باختند.

## بازماندگان
گمان می‌رود که حدود ۵۰ یهودی ممکن است از بلزک فرار کرده باشند و تنها هفت نفر در پایان جنگ هنوز زنده بودند. تعداد نامشخصی از زندانیان با خطر جانی از قطارهای هولوکاست در حال حرکت در مسیر اردوگاه بیرون پریدند. خاکریزهای راه‌آهن معمولاً با اجساد پوشیده شده بود.
تنها دو فراری یهودی از اردوگاه گواهی خود را با کمیسیون اصلی لهستان برای تحقیق درباره جنایات نازی آلمان به اشتراک گذاشتند. آنها رودولف ردر و حایم هیرشمن بودند. در حالی که ردر در ژانویه ۱۹۴۶ در کراکوف گواهی داد، هیرشمن در مارس ۱۹۴۶ در خانه‌اش توسط به اصطلاح «سربازان نفرین شده» از سازمان مقاومت ضد کمونیستی TOW ترور شد. پس از پایان جنگ، هیرشمن به MBP، یک سازمان پلیس مخفی که توسط رژیم جدید استالینیستی در لهستان برای سرکوب مقاومت ضد کمونیستی ایجاد شده بود، پیوسته بود. هیرشمن قبل از اینکه بتواند شرح کاملی از تجربیات خود در اردوگاه ارائه دهد، به قتل رسید.
رودولف ردر خلاصه‌ای از حساب خود از زندان اردوگاه بلزک را در کتاب «بلزک» منتشر کرد که در سال ۱۹۴۶ توسط کمیته تاریخی یهودیان در کراکوف چاپ شد. این کتاب در سال ۱۹۹۹ توسط موزه دولتی آشویتس-بیرکناو با ترجمه مارگارت ام. روبل تجدید چاپ شد. از گواهی ردر:
«پلیس‌ها درها را از بیرون باز می‌کردند و من همراه با کارگران دیگری که از محموله‌های قبلی باقی مانده بودند، بدون اینکه هیچ نشانه‌ای از احساس در چهره‌مان دیده شود، به کار می‌پرداختیم. در حالی که ما هزاران جسد را به گورهای دسته‌جمعی عظیم می‌کشاندیم، ارکستر از صبح تا شب می‌نواخت... کارگران اردوگاه اغلب کسانی بودند که اعضای خانواده‌شان با گاز کشته شده بودند. بسیاری از انبار، طلیت و تفیلین به دست آورده بودند و هنگامی که کلبه را برای شب قفل می‌کردند، ما از طبقات صدای زمزمه دعا را می‌شنیدیم. کدیش. ما برای یادبود قربانیان دعا می‌کردیم. بعد سکوت حکمفرما می‌شد...

نمی‌توانم توصیف کنم که ما، زندانیان محکوم به مرگ، در چه حال و هوایی بودیم و وقتی فریادهای وحشتناک مردم خفه شده و صدای کودکان را هر روز می‌شنیدیم، چه احساسی داشتیم. سه بار در روز هزاران نفر را می‌دیدیم که نزدیک به جنون بودند. ما هم نزدیک به دیوانگی بودیم. روزها یکی پس از دیگری می‌گذشت، خودمان هم نمی‌دانیم چطور. حتی یک لحظه هم در توهم زندگی نمی‌کردیم. هر روز کمی می‌مردیم، همراه با هر محموله و با کسانی که هنوز امید داشتند نمیرند. گرسنگی یا سرما حس نمی‌کردیم. هر کس منتظر نوبت خود بود، می‌دانست که شکنجه‌ای فراتر از توان انسانی را تحمل خواهد کرد و در نهایت خواهد مرد. تنها زمانی که صدای فریاد کودکان را می‌شنیدیم: «مامان، من که بچه خوبی بودم! تاریکی! تاریکی!»، قلب‌مان تکه تکه می‌شد. و بعد دوباره از احساس تهی می‌شدیم.»